# Sesės
Sesės é um filme de drama lituano-letão de 2024 escrito e dirigido por Laurynas Bareiša, estrelado por Gelmine Glemzaite, Agne Kaktaite, Giedrius Kiela e Paulius Markevicius. O filme estreou no 77º Festival de Cinema de Locarno, onde Bareiša recebeu o prêmio de Melhor Direção, enquanto o elenco principal do filme foi reconhecido com o prêmio de Melhor Performance. Foi selecionado como a entrada da Lituânia para o 97º Oscar de Melhor Longa-Metragem Internacional, mas não foi indicado.

## Enredo
Ernesta e sua irmã Juste se reúnem em uma cabana à beira do lago para uma escapada de fim de semana com seus maridos (Lukas e Tomas, respectivamente) e filhos. As férias tomam um rumo sombrio quando a filha de Juste cai no lago, incapaz de nadar para a segurança. Detalhes sobre o acidente e suas consequências são revelados em uma série de flashbacks enquanto a família tenta seguir em frente após a tragédia.

## Elenco
- Gelmine Glemzaite como Ernesta
- Paulius Markevicius como Lukas
- Agne Kaktaite como Juste
- Giedrius Kiela como Tomas

## Produção
Laurynas Bareiša escreveu, dirigiu e atuou como diretor de fotografia para Sesės, que foi produzido por sua empresa Afterschool Production. Ao desenvolver o roteiro, Bareiša consultou profissionais médicos para aprender mais sobre afogamento seco.

## Lançamento
Sesės estreou em 10 de agosto de 2024 na seção Concorso Internazionale do Festival de Cinema de Locarno.